# Paz Errázuriz
Paz Errázuriz Körner (Santiago de Chile, 1944) es una fotógrafa chilena. Ha realizado numerosas exposiciones tanto en Chile como en el extranjero. En el año 2017 recibió el Premio Nacional de Artes Plásticas. Cofundadora de la Asociación de Fotógrafos Independientes (AFI, creada en plena dictadura militar), formó parte del Grupo 8, colectivo artístico del que también participan Alexis Díaz, Javier Godoy, Álvaro Hoppe, Miguel Navarro, Claudio Pérez, Leonora Vicuña y Alejandro Wagner. Entre sus libros destacan Amalia, La manzana de Adán, Kawesqar, hijos de la mujer sol y la antología de su trabajo Paz Errázuriz, fotografía 1982-2002. Su contribución a la fotografìa chilena se considera de gran trascendencia.

## Biografía
Hija de Fernando Errázuriz Lastarria e Inés Körner Anwandter, se aficionó a la fotografía cuando era niña con una cámara Baby Brownie. Estudió en el Cambridge Institute of Education de Inglaterra en 1966 y en la Universidad Católica, donde se licenció en Educación en 1972. Aprendió fotografía de manera autodidacta y en un principio se especializó en fotos de niños para publicaciones sobre educación durante su etapa como profesora en diferentes colegios de Santiago. En 1993 perfeccionó su formación en el International Center of Photography de Nueva York.
Colaboró con publicaciones de la Vicaría de la Solidaridad y la revista Apsi; también realizó trabajos propios como la edición de su fotolibro Amalia. Historia de una gallina (editorial Lord Cochrane, 1973).
Fue cofundadora de la Asociación de Fotógrafos Independientes (AFI) en 1981, creada por profesionales comprometidos en documentar la vida en las calles de Santiago durante la dictadura militar chilena.
Entre los años 1986 y 1994 fue becada por la J. S. Guggenheim Memorial Foundation (1986), la Fundación Andes (1990), la Comisión Fulbright (1992) y el Fondart (1994 y 2009).
A lo largo de su trayectoria, Errázuriz ha mantenido su compromiso de mostrar espacios cerrados y marginales. Sus imágenes se encargaron de advertir la realidad social y política de un Chile en dictadura. 
En 1980 realizó su primera exposición individual Personas, en el Instituto Chileno-Norteamericano de Cultura de Santiago de Chile y en 1983 participó por primera vez en una colectiva con la Asociación de Fotógrafos Independientes en Nanterre, Francia. Desde entonces ha tenido un sinnúmero de muestras tanto en su patria como en otros países de los cinco continentes, entre las que destacan Réplicas y sombras, en la sala de Fundación Telefónica en Santiago (2004) y la primera gran retrospectiva de Errázuriz que con más de 170 obras organizó la Fundación MAPFRE en Madrid en 2015, el mismo en que el premio PHotoEspaña a la trayectoria profesional por su «honestidad, libertad y valentía».
Entre sus principales series fotográficas convertidas en libros se encuentran El infarto del alma, libro creado con la escritora Diamela Eltit, y La manzana de Adán, con la periodista Claudia Donoso, que abordan desde la fotografía la marginalidad e identidad de género. En el primero, la autora retrata a un conjunto de parejas multigénero en un hospital psiquiátrico de Putaendo, mientras que en el segundo (del que su segunda ediciónt cotiene fotos inéditas y en colores), plasma en el montaje fotográfico una serie de prostitutas travestis de la ciudad de Talca. En 2011 la Tate Gallery adquirió 12 fotografías impresas en 1983 de la serie, que forman parte del libro.
También ha experimentado en videoarte con El sacrificio (1989-2001). En 2001 se utilizó una de sus fotografías para la portada de la novela Tengo miedo torero, de Pedro Lemebel. 
Obtuvo el Premio Nacional de Artes Plásticas en 2017.

## Libros
- La manzana de Adán, con Claudia Donoso, Editorial Zona, Santiago, 1989 (Fundación AMA, 2014)
- El infarto del alma, junto con Diamela Eltit, Francisco Zegers Editor, Santiago 1994 (Zegers, 1999; Ocho Libros, 2010; Hueders, 2017); la 2ª edición (1999) está disponible en el Centro de Documentación de las Artes, Centro Cultural Palacio La Moneda
- Amalia. Historia de una gallina, fotolibro infantil; Editorial Lord Cochrane, Santiago, 1973 (Recrea, 2013)
- La luz que me ciega, catálogo; en colaboración con Malú Urriola/Carolina Tironi; Santiago, 2010
- Kawesqar. Los hijos de la mujer sol, LOM Ediciones, Santiago, 2003

## Exposiciones individuales
- 2016.  Centro Álvarez Bravo, Oaxaca, México.
- 2016. “Paz Errázuriz”. Centro Cultura Antiguo Instituto, Gijón, España.
- 2016. “Tormentas”. Museo Histórico Nacional, La Serena, Chile.
- 2015. “Paz Errázuriz”, D21 Proyectos de Arte, Santiago, Chile.
- 2015.  Dark Mirror, Art from Latin America since 1968. Kunstmuseum, Wolfburg, Alemania.
- 2015.  Adentro-Afuera. Retrospectiva. Fundación Mapfre. Madrid, España.
- 2015.  Bienal de Venecia, Pabellón de Chile. Italia.
- 2015. “Aquí nos vemos”. Exposición colectiva. Centro Cultural Kirchner, Bs. As. Argentina.
- 2015. "Paz Errázuriz". Sala Bárbara de Braganza, Fundación MAPFRE, Madrid, España.
- 2012. "El Combate contra el Ángel" Galería 64. Santiago de Chile.
- 2011 “La luz que me ciega”. Paz Errázuriz y Malú Urriola. Galería E, Valparaíso, Chile.
- 2010. “Mois de la Photo”. Maison de L’Amerique Latine, Paris, Francia.
- 2010. “La luz que me ciega”. Museo de Arte Contemporáneo, Santiago, Chile.
- 2010. “HuellasdelCotidiano.” Galería Mohammmed Fassi. Rabat. Marruecos.
- 2009. “Cultura de Taller”con Luis Poirot. Instituto cultural Las Condes Santiago, Chile.
- 2008. “Los Chilenos Calbuco”. Casa de la Cultura, Calbuco, Chile.
- 2007. “Los Chilenos Calbuco”. Galería AFA, Santiago.
- 2007. “La Batalla contra el Angel”. MAC, Valdivia. Chile
- 2006. “Cuerpos”. Espace Arpete. Paris. (MoisOFF) Francia
- 2006. “Paz Errázuriz, Fotografías Chile 1981_2002”. Museo de Osma, Lima, Perú.
- 2006. “Paz Errázuriz, Fotografías Chile 1981_2002”. Centro Cultural Borges. Buenos Aires. Argentina.
- 2005. “Exéresis”. Librería Metales Pesados. Santiago, Chile.
- 2005. “Paz Errázuriz, Fotografías”. Museo Lord Cochrane, Valparaíso, Chile.
- 2005. "Paz Errázuriz, Fotografías". Espacio Achromatik. Paris, Francia.
- 2005. "LaMirada". Museo de Arte del Banco de la República. Bogotá, Colombia.
- 2004. "Arte Chileno Traspasando Fronteras". Galería Klovicevi Dvori. Zagreb, Croacia.
- 2004. Réplicas y sombras/Reiterations&Shadows_ retrospectiva/retrospective1983_2002. FundaciónTelefónica, Santiago, Chile.
- 2002. El infarto del alma/TheInfarctof the Soul. Fotogalería San Martín. Buenos Aires, Argentina.
- 2002. Los nómadas del mar/The Nomads of the Sea.Casa Azul del Arte, Punta Arenas, Chile.
- 2001. El acrificio /The Sacrifice (video). Galería Animal, Santiago, Chile.
- 1999. Los nómadas del mar/The Nomads of the Sea. Museo de Arte Contemporáneo de Yokohama, Yokohama, Japón.
- 1998. Boxeador/BoxerI. Galería Muro Sur, Santiago, Chile.
- 1998. Los nómadas del mar/The Nomads of the Sea. Art space_Visual Arts, Sydney, Australia.
- 1998. Los nómadas del mar/The Nomads of theSea. Centre for Contemporary Photography, Melbourne, Australia.
- 1996. Los nómadas del mar/The Nomads of the Sea. Museo Nacional de Bellas Artes. Santiago, Chile.
- 1992. Paz Errázuriz: Fotografías 1981_1991. Museo de Arte Contemporáneo Carrillo Gil. México DF, México.
- 1992. Photographs by Paz Errázuriz. The Photography Gallery. Toronto, Canadá.
- 1991. Un cierto tiempo/A Certain Time. Museo Nacional de Bellas Artes. Santiago, Chile.
- 1989. La manzana de Adán/Adam’s Apple. The Australian Centre for Photography. Sydney, Australia.
- 1989. La manzana de Adán/Adam’s Apple. Galería Ojo de Buey, Santiago, Chile.
- 1988. Deados/TwobyTwo. Galería Carmen Waugh La Casa Larga. Santiago, Chile.
- 1987. El combate contra el ángel/The Fight Against the Angel. Galería La Plaza, Santiago, Chile.
- 1986. Fotografías. Galería Carmen Waugh La Casa Larga. Santiago, Chile.
- 1983. Entreactos/Entr’actes. Universidad del Bio_Bio. Concepción,  Chile.
- 1982. Fotografías 1982. Galería Sur, Santiago, Chile.
- 1980. Personas/Persons. Instituto Chileno_Norteamericano de Cultura, Santiago, Chile.

## Premios
- 2017: Premio Nacional de Artes Plásticas de Chile
- 2017: II premio de fotografía Madame Figaro-Rencontres de’Arles[11]
- 2016: Feria Internacional del Libro de Oaxaca, Reconocimiento.Oaxaca, México
- 2015: Premio PHOTOESPAÑA
- 2014: Consejo Nacional de la Cultura y las Artes. Orden al Mérito Artístico y Cultural "Pablo Neruda". Santiago, Chile.
- 2005: Círculo de Críticos de Arte de Chile. Premio a una Trayectoria Artística, categoría Fotografía. Santiago, Chile.
- 2005 Premio Altazor de las Artes Nacionales, categoría de Fotografía por Réplicas y sombras.
- 2005 Premio a la Trayectoria Artística del Círculo de Críticos de Arte de Chile.
- 2004: Premio Festival Internacional de Fotografía Latinoamericana. París, Francia.
- 1995: Distinción Ansel Adams, otorgado por el Instituto Chileno Norteamericano de Cultura, Santiago, Chile.